# Höhenstetten
Höhenstetten ist ein  Dorf mit etwa 24 Einwohnern im Landkreis Traunstein (Oberbayern). Es ist ein Ortsteil der Gemeinde Palling. 
Das Dorf ist auf einer kleinen Anhöhe gelegen und gehört zum selbsternannten „Oberholz“, einer Dorfgemeinschaft der Nachbarorte Thalham, Volkrading und Barmbichl. Im Ort selbst sind derzeit zwei Landwirtschaften und zwei Gewerbebetriebe ansässig. Zu besichtigen gibt es eine Kapelle vor dem Ortsschild. Höhenstetten liegt südwestlich des Hauptortes Palling. 

## Baudenkmäler
Siehe: Liste der Baudenkmäler in Höhenstetten